# Кирилл (Мумдзис)
Митрополит Кирилл Мумдзис (греч. Μητροπολίτης Κύριλλος Μουμτζής; 6 [18] марта 1867 или 6 марта 1867, Синоп, Османская империя — 1 апреля 1925, Митилини) — епископ Константинопольской православной церкви, митрополит Филадельфийский (1925). Двоюродный брат патриарха Константинпольского Максима V.

## Биография
Окончил Халкийскую богословскую школу в 1889 году, представив диссертацию под названием «Три богосустановленные степени священства» (Ότι οι τρεις βαθμοί της ιερωσύνης εισί θεοσύστατοι).
9 октября 1888 года он был рукоположён в сан диакона. В 1889—1893 годы служил младшим секретарём (ипограмматевсом) Священного синода Константинпольского патриархата.
6 июня 1893 года он был рукоположён в сан пресвитера и назначен главным секретарём (архимгрмматевсом) Священного Синода.
13 мая 1897 года он был избран митрополитом Митилинским. Кроме него на эту должность претендовали епископ Хариопольский Герман и архимандритом Григорий (Константинидис). 18 мая того же года в Патриаршей церкви Святого Георгия на Фанаре был рукоположён в сан митрополита Митилинского. Хиротонию совершили: Патриарх Константинопольский Константин V, митрополит Эфесский Иоаким (Евтииус), митрополит Ираклиийский Иероним (Горгиас), митрополит Трапезунский Константий (Карадзопулос), митрополит Смирненский Василий (Астериу), митрополит Анхиальский Василий (Георгиадис), митрополит Лимносский Афанасий, митрополит Сисанийский Афанасий (Полемис), митрополит Приклонниский Венедикт (Адамандидис), митрополит Элефтеропольский Дионисий (Ставридис).
Пережил освобождение острова, малоазийскую катастрофу, хотя в последние годы своей жизни он, должно быть, страдал от проблем со здоровьем.
20 января 1925 года он был избран митрополитом Филадельфийским.
Скончался в Митилине 1 апреля 1925 года.